# Шина (компьютер)

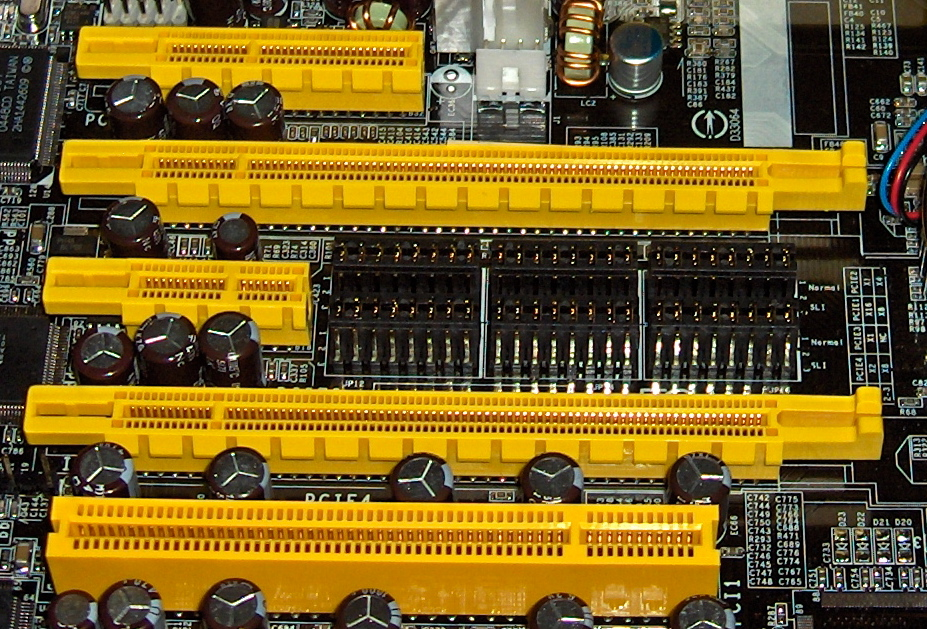
Разъёмы шины PCI Express (сверху вниз: x4, x16, x1 и x16). Ниже — обычный 32-битный разъём шины PCI.

Компью́терная ши́на (англ. computer bus) в архитектуре компьютера — соединение, служащее для передачи данных между функциональными блоками компьютера. В устройстве шины можно различить механический, электрический (физический) и логический (управляющий) уровни.
В отличие от соединения точка-точка, к шине обычно можно подключить несколько устройств по одному набору проводников. Каждая шина определяет свой набор разъёмов (соединений) для физического подключения устройств, карт и кабелей.
Компьютерные шины ранних вычислительных машин представляли собой жгуты (пучки соединительных проводов — сигнальных и питания, для компактности и удобства обслуживания увязанных вместе), реализующие параллельные электрические шины с несколькими подключениями. В современных вычислительных системах данный термин используется для любых физических механизмов, предоставляющих такую же логическую функциональность, как параллельные компьютерные шины.
Современные компьютерные шины используют как параллельные, так и последовательные соединения и могут иметь параллельные (англ. multidrop) и цепные (англ. daisy chain) топологии. В случае USB и некоторых других шин могут также использоваться хабы (концентраторы).
Некоторые виды скоростных шин (Fibre Channel, InfiniBand, скоростной Ethernet, SDH) для передачи сигналов используют не электрические соединения, а оптические.
Присоединители к шине, разнообразные разъёмы, как правило, унифицированы и позволяют подключить различные устройства к шине.
Управление передачей по шине реализуется как на уровне прохождения сигнала (мультиплексоры, демультиплексоры, буфера, регистры, шинные формирователи), так и со стороны ядра операционной системы — в таком случае в его состав входит соответствующий драйвер.

## Описание шин
Шины бывают параллельными (данные переносятся потактово словами: каждый бит — отдельным проводником) и последовательными (биты данных переносятся поочерёдно по каналу, например, паре проводников).
Большинство компьютеров имеет как внутренние, так и внешние шины. Внутренняя шина подключает все внутренние компоненты компьютера к материнской плате (и, следовательно, к процессору и памяти). Такой тип шин также называют локальной шиной, поскольку она служит для подключения локальных устройств. Внешняя шина подключает внешнюю периферию к материнской плате.
Сетевые соединения, такие, как Ethernet, обычно не рассматриваются как шины, хотя разница больше концептуальная, чем практическая. Появление технологий InfiniBand и HyperTransport ещё больше размыло границу между сетями и шинами.

## История

### Первое поколение

Системная шина в архитектуре фон Неймана.
- ЦП — центральный процессор.
- Память — оперативное запоминающее устройство (ОЗУ).
- Система ввода/вывода — другие устройства ввода-вывода.
- Шина управления.
- Шина адреса.
- Шина данных.
- Системная шина.

Ранние компьютерные шины были группой проводников, подключающей компьютерную память и периферию к процессору. Почти всегда для памяти и периферии использовались разные шины, с разными способами доступа, задержками, протоколами.
Одним из первых усовершенствований стало использование прерываний. До их внедрения компьютеры выполняли операции ввода-вывода в цикле ожидания готовности периферийного устройства. Это было бесполезной тратой времени для программ, которые могли делать другие задачи. Также, если программа пыталась выполнить другие задачи, она могла проверить состояние устройства слишком поздно и потерять данные. Поэтому инженеры дали возможность периферии прерывать процессор. Прерывания имели приоритет, так как процессор может выполнять код только для одного прерывания в один момент времени, а также некоторые устройства требовали меньших задержек, чем другие.
Некоторое время спустя компьютеры стали распределять память между процессорами. На них доступ к шине также получил приоритеты.
Классический и простой способ обеспечить приоритеты прерываний или доступа к шине заключался в цепном подключении устройств.
DEC отмечала, что две разные шины могут быть излишними и дорогими для малых, серийных компьютеров, и предложила отображать периферийные устройства на шину памяти, так, что они выглядели как области памяти. В то время это было очень смелым решением, и критики предсказывали ему провал.
Первые мини-компьютерные шины представляли собой пассивные объединительные платы, подключенные к контактам микропроцессора. Память и другие устройства подключались к шине с использованием тех же контактов адреса и данных, что и процессор. Все контакты были подключены параллельно. В некоторых случаях, например, в IBM PC, необходимы дополнительные инструкции процессора для генерации сигналов, чтобы шина была настоящей шиной ввода-вывода.
Во многих микроконтроллерах и встраиваемых системах шины ввода-вывода до сих пор не существует. Процесс передачи контролируется ЦПУ, которое в большинстве случаев читает и пишет информацию в устройства так, как будто они являются блоками памяти. Все устройства используют общий источник тактового сигнала. Периферия может запросить обработку информации путём подачи сигналов на специальные контакты ЦПУ, используя какие-либо формы прерываний.
Например, контроллер жёсткого диска уведомит процессор о готовых для чтения данных, после чего процессор должен считать их из области памяти, соответствующей контроллеру. Почти все ранние компьютеры были построены по таким принципам, начиная от Altair с шиной S-100, заканчивая IBM PC в 1980‑х.
Такие простые шины имели серьёзный недостаток для универсальных компьютеров. Всё оборудование на шине должно было передавать информацию на одной скорости и использовать один источник синхросигнала. Увеличение скорости процессора было непростым, так как требовало такого же ускорения всех устройств. Это часто приводило к ситуации, когда очень быстрым процессорам приходилось замедляться для возможности передачи информации некоторым устройствам. Хотя это допустимо для встраиваемых систем, данная проблема непозволительна для коммерческих компьютеров. Другая проблема состоит в том, что процессор требуется для любых операций, и когда он занят другими операциями, реальная пропускная способность шины может значительно страдать.
Такие компьютерные шины были сложны в настройке при наличии широкого спектра оборудования. Например, каждая добавляемая карта расширения могла требовать установки множества переключателей для задания адреса памяти, адреса ввода-вывода, приоритетов и номеров прерываний.

### Второе поколение
Компьютерные шины «второго поколения», например, NuBus, решали некоторые из вышеперечисленных проблем. Они обычно разделяли компьютер на две «части» - процессор и память - в одной, и различные устройства - в другой. Между частями устанавливался специальный контроллер шин (bus controller). Такая архитектура позволила увеличивать скорость процессора без влияния на шину, разгрузить процессор от задач управления шиной. При помощи контроллера устройства на шине могли взаимодействовать друг с другом без вмешательства центрального процессора. Новые шины имели лучшую производительность, но также требовали более сложных карт расширения. Проблемы скорости часто решались увеличением разрядности шины данных, с 8-битных шин первого поколения до 16- или 32-битных шин во втором поколении. Также появилась программная настройка устройств для упрощения подключения новых устройств, ныне стандартизованная как Plug-n-play.
Однако новые шины так же, как и предыдущее поколение, требовали одинаковых скоростей от устройств на одной шине. Процессор и память теперь были изолированы на собственной шине, и их скорость росла быстрее, чем скорость периферийной шины. В результате шины были слишком медленны для новых систем, и машины страдали от нехватки данных. Один из примеров данной проблемы: видеокарты быстро совершенствовались, и им не хватало пропускной способности даже новых шин Peripheral Component Interconnect (PCI). Компьютеры стали включать в себя Accelerated Graphics Port (AGP) только для работы с видеоадаптерами. В 2004 году AGP снова стало недостаточно быстрым для мощных видеокарт, и AGP стал замещаться новой шиной PCI Express.
Увеличивающееся число внешних устройств стало применять собственные шины. Когда были изобретены приводы дисков, они присоединялись к машине при помощи карты, подключаемой к шине. Из-за этого компьютеры имели много слотов расширения. Но в 1980‑х и 1990‑х были изобретены новые шины SCSI и IDE, решившие эту проблему, оставив большую часть разъёмов расширения в новых системах пустыми. В наше время типичная машина поддерживает около пяти различных шин.
Шины стали разделять на внутренние (local bus) и внешние (external bus). Первые разработаны для подключения внутренних устройств, таких, как видеоадаптеры и звуковые платы, а вторые предназначались для подключения внешних устройств, например, сканеров. IDE является внешней шиной по своему предназначению, но почти всегда используется внутри компьютера.

### Третье поколение
Шины «третьего поколения» (например, PCI-Express) обычно позволяют использовать как большие скорости, необходимые для памяти, видеокарт и межпроцессорного взаимодействия, так и небольшие при работе с медленными устройствами, например, приводами дисков. Также они стремятся к большей гибкости в терминах физических подключений, позволяя использовать себя и как внутренние, и как внешние шины, например, для объединения компьютеров. Это приводит к сложным проблемам при удовлетворении различных требований, так что большая часть работ по данным шинам связана с программным обеспечением, а не с самой аппаратурой. В общем, шины третьего поколения больше похожи на компьютерные сети, чем на изначальные идеи шин, с большими накладными расходами, чем у ранних систем. Также они позволяют использовать шину нескольким устройствам одновременно.
Современные интегральные схемы часто разрабатываются из заранее созданных частей. Разработаны шины (например, Wishbone) для более простой интеграции различных частей интегральных схем.

## Примеры внутренних компьютерных шин

### Параллельные
- Проприетарная Asus Media Bus[англ.], использовалась на некоторых материнских платах ASUS с Socket 7 и представляла собой шину ISA в специфическом разъеме, размещенном в одну линию с разъемом шины PCI.
- CAMAC для измерительных систем (instrumentation systems)
- Extended ISA или EISA
- Industry Standard Architecture или ISA
- Low Pin Count или LPC
- MicroChannel или MCA
- MBus
- Multibus для промышленных систем
- NuBus или IEEE 1196
- OPTi local bus, использовалась для ранних материнских плат для Intel 80486
- Peripheral Component Interconnect или PCI, также PCI-X
- S-100 bus или IEEE 696, использовалась в Altair и похожих микрокомпьютерах
- SBus или IEEE 1496
- VESA Local Bus или VLB или VL-bus, использовалась в основном на материнских платах для 80486 процессоров и была подключена непосредственно к выводам микропроцессора. Однако встречалась и реализация этой шины в сочетании с ЦПУ IBM BL3 (аналог i386SX) и ранними Pentium
- VMEbus, VERSAmodule Eurocard bus
- STD Bus для 8- и 16-битных микропроцессорных систем
- Unibus
- Q-Bus

### Последовательные
- 1-Wire
- HyperTransport
- I²C
- PCI Express или PCIe
- Serial Peripheral Interface Bus или шина SPI
- USB, Universal Serial Bus, чаще используется как внешняя
- FireWire, i.Link, IEEE 1394, чаще используется как внешняя
- Direct Media Interface (DMI)
- Intel QuickPath Interconnect или просто QuickPath (QPI)
- SATA/SAS

## Примеры внешних компьютерных шин
- Advanced Technology Attachment или ATA (также известна как PATA, IDE, EIDE, ATAPI) — шина для подключения дисковой и ленточной периферии.
- SATA, Serial ATA — современный вариант ATA
- USB, Universal Serial Bus, используется для множества внешних устройств
- HIPPI, HIgh Performance Parallel Interface
- IEEE-488, GPIB (General-Purpose Instrumentation Bus), HPIB, (Hewlett-Packard Instrumentation Bus)
- PC card, ранее известная как PCMCIA, часто используется в ноутбуках и других портативных компьютерах, но теряет своё значение с появлением USB и встраиванием сетевых карт и модемов
- SCSI, Small Computer System Interface, шина для подключения дисковых и ленточных накопителей
- Serial Attached SCSI, SAS — современный вариант SCSI

## Примеры универсальных компьютерных шин
- Futurebus
- InfiniBand
- QuickRing
- SCI